# Сельскохозяйственное образование
Сельскохозяйственное образование ― обучение сельскому хозяйству, использованию природных ресурсов и землепользованию. На более высоких уровнях сельскохозяйственное образование в основном проводится для подготовки студентов к работе в сельскохозяйственном секторе. Среди обычно преподаваемых в учебной программе сельскохозяйственного образования дисциплин ― садоводство, землеустройство, уход за газонами, сельскохозяйственные науки, уход за мелкими животными, эксплуатация машин, здоровье и питание, управление животноводством и биология. 
Сельскохозяйственное образование распространено на начальном, среднем и высшем уровнях образования. Элементарное сельское хозяйство часто преподаётся как в государственных, так и в частных школах. Обучение в основном охватывает такие предметы, как выращивание растений и животных, а также способы обработки и сохранения почвы. Профессиональное обучение сельскому хозяйству готовит людей к работе в таких областях, как агропроизводство, маркетинг, охрана природы, преподавание или проведения исследований в целях развития сельского хозяйства и науки о продуктах питания. Общее сельскохозяйственное образование направлено на информирование общественности о продуктах питания и о сельском хозяйстве. 

## Соединённые Штаты Америки
Быстрое развитие сельскохозяйственного образования началось в конце XIX века. В 1862 году Конгресс США учредил Департамент сельского хозяйства для сбора и распространения сельскохозяйственной информации. В том же году вступил в силу Акт Моррилла, предусматривавший предоставление школам земли. В соответствии с Актом Хэтча 1887 года, федеральные средства также были выделены на создание сельскохозяйственных экспериментальных станций. Первая молочная школа в США была создана при Висконсинском университете в Мадисоне в 1890 году. 
Государственная поддержка сельскохозяйственного образования увеличилась в XX веке. Например, Акт Смита-Левера 1914 году создал то, что сейчас называется Системой расширения сотрудничества. Закон Смита-Хьюза 1917 года и Закон Джорджа-Бардена 1946 года предусматривали финансирование обучение сельскому хозяйству в средней школе. Средняя школа Вудлона (Вудлон, Вирджиния) стала первой государственной средней школой в Соединённых Штатах, которая предлагала уроки сельскохозяйственного образования в соответствии с Актом Смита-Хьюза. Акт о профессиональном образовании 1963 года предусматривал финансирование обучение и в других областях сельского хозяйства. 

## Австралия
По состоянию на февраль 2015 года, в сельском хозяйстве Австралии занято более 235 300 человек. Одна только эта отрасль составляет 12% ВВП страны, принося около 155 миллиардов долларов в год. В стране насчитывается 135 997 ферм, покрывающих примерно 61% территории. 
Несколько средних школ в стране специализируются на сельскохозяйственном образовании. В основном они расположены в сельской местности с доступом к земле. Одна из крупнейших сельскохозяйственных школ в Австралии ― Сельскохозяйственная средняя школа Мемориала Фаррера, находится в центре Нового Южного Уэльса. Программа «Сельское хозяйство в образовании», запущенная австралийским правительством в 2015 году, помогает учителям лучше понимать процессы, связанные с производством пищевых продуктов и волокна, и даёт учащимся возможность понять важность сельского хозяйства в экономике Австралии. В материалах рассматриваются следующие темы: разработка и составление финансового плана для огорода, выращивание кур на свободном выгуле, продовольственная безопасность и методы устойчивого производства продуктов питания и волокна. 
За последние 15 лет подход к проблемам сельского хозяйства в значительной степени изменился: повышенное внимание уделяется вопросам качества продукции, вертикальной интеграции от производства к потребителю, разнообразию вариантов спроса, а также экологическим проблемам, в том числе засухе. 